# 拿破崙開局
拿破崙開局（法語：Ouverture Napoléon）是國際象棋開局開放性開局的一種，走法為：
1.e4 e5 2.Qf3